# Halleluja! Sjung om Jesus
Halleluja! Sjung om Jesus är en lov- och offertoriepsalm av William Chatterton Dix som skrevs 1866. Den översattes till svenska av Anders Frostenson 1967.
Såväl i engelsk som svensk version sjunges psalmen till en koralmelodi (F-dur, 6/4) av Rowland Hugh Prichard från 1855, kallad "Hyfrydol". I sångboken Herren Lever 1977 är koralstasen skriven av Ralph Vaughan Williams. Melodin används även till sången Mitt i all min egen strävan. I likhet med dess original används den svenska översättningen ofta som offertoriepsalm men med sitt klara innehåll även i andra sammanhang året om, men kanske särskilt ofta till jul ("Född av kvinna"), påsk ("Hans allena segern är")  och Kristi himmelsfärds dag ("Fastän skyar honom lyfte / bort och ingen honom ser / glömmer vi ej vad han lovat: alltid skall jag bo hos er.").

## Text
Texten i sin svenska version ansluter mycket nära till den engelska: Vers två vilar på Matteusevangeliet 28:20, vers tre som den engelska på Hebreerbrevet 7:25 och Lukasevangeliet 23:41-43 medan fjärde versen stödjer sig på Galaterbrevet 4:4-7. Texten i metern 8 7. 8 7 kan sjungas långsamt och högtidligt. 
Den engelska texten och noterna finns publicerade i The English Hymnal with Tunes, 1906, som nr 301 med titeln "Alleluya, sing to Jesus" för "Den heliga nattvarden".
Frostensons text är upphovsrättsligt skyddad till år 2076.

## Publicerad i
- Herren Lever 1977 som nummer 804 under rubriken "Lovsånger".[1]
- Levande sång som nummer 608 under rubriken "Lovsång och tillbedjan".
- Den svenska psalmboken 1986 som nummer 15 under rubriken "Lovsång och tillbedjan".
- den finlandssvenska psalmboken som nummer 303
- Hela familjens psalmbok 2013 som nummer 192 under rubriken "Vi tackar dig".[2]
- Lova Herren 2020 som nummer 23 under rubriken "Guds Son, Jesus vår Frälsare".
- Cecilia 2013 som nr 9 under rubriken "Lovsång och tillbedjan".